# 기어와라! 냐루코 양
《기어와라! 냐루코 양》(這いよれ! ニャル子さん 하이요레! 냐루코 상[*])은 일본의 작가 아이소라 만타가 쓰고, 코인이 삽화를 담당한 라이트 노벨이다. GA 문고에서 연재 중이며 대한민국에서는 디앤씨미디어의 L 노벨로 발매되었다. 이후 2009년에 플래시애니메이션으로 총12화로 제작되었으며, 2012년 4월엔 본격적으로 TV 애니메이션으로 제작되었다.
이 작품은 '크툴후 신화'라는 가상의 신화를 바탕으로 제작되었으며, 신화에 등장하는 신들 및 존재들이 사실은 우주인이었다는 설정을 깔고 있는 슬랩스틱 코미디계 작품으로, 작가는 농담조로 '러브크래프트 코미디'라고 언급하고 있으며, 프로모션 문구에는 '하이텐션 혼돈 코미디'라고 표현하고 있다. 작중에는 기존의 애니메이션·만화 작품의 소재를 사용하고 있다.

## 등장인물
성우는 드라마CD/TVA

### 주요 인물
니알랏토텝(ニャルラトホテプ 냐루라토호테프[*], 냐루코(ニャル子))
성우: 아스미 카나
'기어오르는 혼돈, 아자토스의 전령, 검은 자'을 의미. 긴 은발을 한 미소녀. 행성보호기구에 소속되어 있으며 마히로를 지켜주기 위해 파견되었다고 하나, 실은 마히로에게 첫눈에 반해, 상사랑 담판 지어 그 임무를 따냈다고 한다.
항상 마히로에게 거침없이 애정공세를 퍼붓고 있으나, 마히로에게 가볍게 저지당하거나 무시당하곤 한다. 또한 쿠우코의 애정공세에는 강력하게 No를 표하고 있다.
애니와 게임을 좋아하며 산만스럽고 활발한 성격을 지녔다. 그렇지만 그런 모습과 달리, 전투에 임하거나 화가 날 때, 상당히 진지하고 호전적으로 변하곤 한다. 전투 시 사용 무기는 빠루.
야사카 마히로(八坂 真尋)
성우: 키타무라 에리
극 중의 주인공으로, 극 초반부터 괴수로부터 죽을 위기에 처하지만, 냐루코의 도움으로 구해진다. 냐루코 일행들과 엮이고 싶지 않고 평범한 삶을 지향하고 있음.
특기는 냐루코의 애정공세에 포크로 저지하기.
크투가(クトゥグア 크투구아[*], 쿠우코(クー子))
성우: 마츠키 미유
'살아있는 불꽃','살아있는 자'을 의미함. 붉은 머리에 트윈테일을 한 미소녀. 냐루코하곤 우주유치원 때부터 알고 지낸 사이로, 냐루코를 광적으로 좋아하며 냐루코에게 애정공세를 하고 있음.(의외의 점은 냐루코하곤 원래 종족상으론 천적 관계라 하나, 쿠우코는 그런 점을 깔끔하게 무시함.)
초반엔 노덴스 편에 서서 적으로 등장하나, 냐루코에게 패배한 후 행성보호기구에 입사하였으며 마히로의 집에 머물게 됨.
게임을 무지 좋아하며, 전투 능력은 냐루코와 비슷함.
하스타(ハスター, 하스타(ハス太))
성우: 쿠기미야 리에
'말할 수 없는 자, 이름이 불리면 안 되는 존재'라는 의미함(일단은 바람의 사신.). 금발에 땋은 머리를 한 미소년. 냐루코와 쿠우코하곤 같은 우주유치원을 다녔다고 함.
자신의 아버지 일을 도우러 지구에 왔다가, 길에서 우연한 계기로 마히로에게 도움을 받은 이후부터 마히로를 좋아하게 됨.
샨탓군(シャンタッ君 샨탓쿤[*])
성우: 카네다 토모코/아라이 사토미
냐루코가 키우는 애완동물. 초반엔 무지 큰 덩치에 조금 흉폭하게 등장했으나, 노덴스쪽 몬스터에게 패배한 이후 힘을 잃고 작고 귀여운 모습으로 등장함.
냐루코와 마히로, 요리코를 잘 따른다.
야사카 요리코(八坂 頼子)
성우: 이노우에 키쿠코/히사카와 아야
마히로의 모친으로, 겉보기엔 아들을 무지 아끼는 어머니이지만 실은 알바로 사신 헌터를 한다고 하는, 조금은 별난 아주머니.
냐루코 일행이 사신이라는 것에 처음엔 경계를 하나, 곧 해를 끼치지 않을 거라는 걸 알고 그들이 마히로의 집에 거주하는 걸 흔쾌히 허락해 줌.
특기는 포크 던지기. 좋아하는 것은 게임.

### 그 외의 인물
노덴스(ノーデンス)
성우: 시마다 빈
애니 초반에 마히로를 납치하려던 세력의 배후. 그는 마히로를 납치해 우주TV드라마에 그를 배우로 출연시켜 한밑천 잡으려고 했다고 함. 그러나 냐루코에 의해, 처참하게(?) 저지 당함.
냐루오(ニャル夫)
성우: 히라카와 다이스케
냐루코의 오빠로, 냐루코에 비해 항상 뒤떨어진다는 것 때문에 냐루코에게 원한을 품고 있다고 함.
이스루기(イス動)
대수령(大首領 다이슈료우[*])
르히 지스톤(ルーヒー・ジストーン)
성우 : 코우다 마리코
하스타 아버지네 경쟁 게임사의 개발팀장으로 등장함. 게임하드 개발 협력을 구하고자 요리코를 모셔 왔지만, 여러 이유로 게임하드 개발을 접은 후 외계생물체로 만든 타코야키를 파는 중.
요이치 타케히코(余市 健彦)
성우: 카와하라 요시히사
마히로의 반 친구로, 안경을 쓴 모범생적인 모습을 지니고 있음.
쿠레이 타마오(暮井 珠緒)
성우: 히카사 요코/오오츠보 유카
마히로의 반 친구로, 장래에 저널리스트가 꿈이라고 함. 마히로와 냐루코 일행들 간에 일어나는 일에 대해 관심을 갖고 있음.
냐루에(ニャル恵)
성우: 하라 사유리
냐루코와 같은 니알라토텝성인으로 냐루코의 친구. 어째선지 알루미늄 야구배트를 들고다니는 설정. 쉽게 본래 모습이 되버리는 타입.
아트락나카(アトラクナクァ 아토라크나콰, 아토코(アト子))
성우: 카타오카 아즈사
냐루코의 고교동창. 성적인 말장난을 좋아한다는 듯하다.
쿠우네(クー音)
쿠우코의 사촌언니. 어렸을 적부터 쿠우코를 좋아했다. 게임을 매우 좋아한다.

## 애니메이션

### 방영 목록

#### 1기[2]
| 화수 | 제목 (번역제목)                                                 | 비고 |
| ---- | --------------------------------------------------------------- | --- |
| 1    | 第三種接近遭遇, 的な (제3종근접조우, 같은)                      | 스티븐 스필버그의 영화 'Close encounters the third kind(1977) |
| 2    | さようならニャル子さん (안녕, 냐루코 양)                        | - |
| 3    | 八坂真尋は静かに暮らしたい (야사카 마히로는 조용히 살길 원한다) | [죠죠의 기묘한 모험] 4부 중 '키라 요시카게는 조용히 살길 원한다' |
| 4    | マザ-ズ カウンタ- アタック! (어머니의 역습!)                    | - |
| 5    | 大いなるXの陰謀 (커다란 X의 음모)                               | - 히가시노 게이고의 '용의자 X의 헌신' |
| 6    | マ-ケットの中の戦争 (마켓 속의 전쟁)                            | - 건담 '주머니속의전쟁' |
| 7    | 碧いSAN瑚礁 (푸른 San호초)                                      | 브룩 쉴즈 주연의 영화 'Blue Ragoon(푸른 산호초)'(1980) |
| 8    | ニャル子のドキドキハイスク-ル (냐루코의 두근두근 하이스쿨)      | 신만이 아는 세계 주인공 카츠라기 케이마의 "엔딩이 보였다." |
| 9    | 僕があいつであいつが僕で (내가 그녀석이고 그녀석이 나고)        | 야마나카 히사시의 '내가 그 녀석이고 그 녀석이 나이고' |
| 10   | 超時空の覇者 (초시공의 패자)                                    | '초시공 신데렐라' 란카 리의 패러디 |
| 11   | 星から訪れた迷い子 (별에서 찾아온 미아)                         | 이 화 이후에 공식 홈페이지에서는 야사카 마히로만 덩그러니 혼자 있다. 캐릭터 소개 페이지에도 혼자 있다. 12화 방영이후 다시 캐릭터가 가득찬 페이지로 복귀함.                                                                                          |
| 12   | 夢見るままに待ちいたり (꿈을 꾸면서 기다리노니)                 | 크툴루의 첫머리의 나오는 "Ph'nglui Mglw'nafh Cthulhu R'lyeh Wgah'nagl Fhtagn."의 일본어 번역의 일부에서 따온 제목으로 제1회 GA문고대상에 응모했을 당시의 기어와라! 냐루코 양의 제목이다. 우수상을 수상한 이후 제목을 지금과 같이 바꾸어 출판되었다. |

#### 2기[3]
| 화수 | 제목 (번역 제목)                                       | 비고                                                                                     |
| ---- | ------------------------------------------------------ | ---------------------------------------------------------------------------------------- |
| 1    | 進撃の邪神 (진격의 사신)                               | 이사야마 하지메의 작품 진격의 거인 패러디                                                |
| 2    | セラエノ図書館戦争 (세라에노 도서관 전쟁)              | - 도서관 전쟁 패러디                                                                     |
| 3    | 超邪神黙示録 (초사신묵시록)                            | 용자왕 가오가이거 파이널의 7화 제목 '초용자묵시록'                                       |
| 4    | 恋愛の才能 (연애의 재능)                               | 천지무용 OVA판의 1기 엔딩의 제목 '연애의 재능'                                           |
| 5    | 嘘だと言ってよクー子 (거짓말이라고 말해, 쿠우코)       | 기동전사 건담 0080 애니메이션 5화의 제목 '거짓말이라고 말해, 버니'                       |
| 6    | エンジテミル                                           | 연기해보다/The incite mill(인시테미루)                                                   |
| 7    | プールサイド，血に染めて (풀사이드, 피로 물들다)       | 기동전사 건담 28화의 제목 '대서양 피로 물들다'                                           |
| 8    | 小さな恋のうた。 (자그마한 사랑의 노래)                | MONGOL800의 노래 小さな恋のうた                                                          |
| 9    | ハイスクール・オブ・ザ・ヒート (하이스쿨 오브 더 히트) | 학원묵시록 HIGHSCHOOL OF THE DEAD의 패러디. 소설 원제는 학원염무록 하이스쿨 오브 더 히트 |
| 10   | ユゴス・アタック！ (유고스 어택!)                      | 화성침공&마크로스의 민메이 어택                                                          |
| 11   | とあるキャンプの悪霊の家 (어떤 캠프의 악령가문)        | 어떤 마술의 금서목록                                                                     |
| 12   | さようならニャル子さんW (안녕, 냐루코 양 W)            | 안녕 절망선생                                                                            |
| OVA  | やさしい敵の仕留め方 (이 온천에 사랑의 혼돈을)         | 가면라이더 더블 최종화 제목 '이 마을에 정의의 꽃다발을'                                  |

### 주제가
주제가(1기)
사랑하는 소녀의 카타르시스
LISP
오프닝(2기)
《태양이 말하길 불타라 혼돈》
배후에서 기어오르는 전대 G
냐루코(아스미 카나),쿠우코(마츠키 미유),쿠레이 타마오(오오츠보 유카)
엔딩(2기)
계속 Be With You
RAMM에게 기어오는 냐루코 양
오프닝(3기)
사랑은 혼돈의 노예
배후에서 기어오르는 전대 G
냐루코(아스미 카나),쿠우코(마츠키 미유),쿠레이 타마오(오오츠보 유카)
엔딩(3기)
그래서 S.O.S
RAMM에게 기어오는 냐루코 양
Wonder인거야? 짝사랑
RAMM에게 기어오는 냐루코 양
싫어하는 것 Lychee
RAMM에게 기어오는 타마오양
Sister, Friend, Lover
RAMM에게 기어오는 쿠우코양과 쿠우네양
사랑의 크루세이더즈 † 스트라이버
RAMM에게 기어오는 마히로군과 요이치군
가면라이더 디케이드 & 우주형사 갸반의 패러디
그래서 S.O.S
RAMM에게 기어오는 냐루코 양
당신의 곁에서
RAMM에게 기어오는 냐루코 양
삽입곡(3기)
Blast of Fate ~질풍의 행방~
배후에서 기어오르는 전대 B
마히로(키타무라 에리), 요이치(하타노 와타루)
싫어하는 것 Lychee(츠루코 VER.)
RAMM에게 기어오는 츠루코양

## 같이 보기
- 크툴후 신화
- 하워드 필립스 러브크래프트